# Elecciones municipales de Arequipa de 1986
Las elecciones municipales de Arequipa de 1986 se llevaron a cabo el 9 de noviembre de 1986 para elegir al alcalde y al Concejo Provincial de Arequipa para el periodo 1987-1989. La elección se celebró simultáneamente con elecciones municipales en todo el país.
No se encuentran disponibles los registros oficiales completos del Jurado Nacional de Elecciones. Los resultados se han reconstruido según registros alternativos.

## Sistema electoral
La Municipalidad Provincial de Arequipa es el órgano administrativo y de gobierno de la provincia de Arequipa. Está compuesta por el alcalde y el Concejo Provincial.
La votación del alcalde y el concejo se realiza en base al sufragio universal, que comprende a todos los ciudadanos nacionales mayores de dieciocho años, empadronados y residentes en la provincia de Arequipa y en pleno goce de sus derechos políticos, así como a los ciudadanos no nacionales residentes y empadronados en la provincia de Arequipa.
El Concejo Provincial de Arequipa está compuesto por 19 regidores elegidos por sufragio directo para un período de tres (3) años, en forma conjunta con la elección del alcalde (quien lo preside). La votación es por lista cerrada y bloqueada. Se asigna a la lista ganadora los escaños según el método d'Hondt o la mitad más uno, lo que más le favorezca.

## Composición del Concejo Provincial de Arequipa
La siguiente tabla muestra la composición del Concejo Provincial de Arequipa antes de las elecciones.
| Partidos | Partidos                                               | Regidores |
| -------- | ------------------------------------------------------ | --------- |
|          | Partido Aprista Peruano                                | 11        |
|          | Izquierda Unida                                        | 2         |
|          | Acción Popular                                         | 2         |
|          | Lista Independiente N° 3 Arequipa                      | 2         |
|          | Lista Independiente N° 5 Frente de Izquierda Humanista | 2         |

## Partidos y candidatos
A continuación se muestra una lista de los principales partidos y alianzas electorales que participaron en las elecciones:
| Candidatura | Candidatura | Partidos y alianzas | Candidatos | Candidatos                        | Ideología                                               | Resultado previo | Resultado previo | Ref. |
| Candidatura | Candidatura | Partidos y alianzas | Candidatos | Candidatos                        | Ideología                                               | Votos (%)        | Reg.             | Ref. |
| ----------- | ----------- | --- | ---------- | --------------------------------- | ------------------------------------------------------- | ---------------- | ---------------- | ---- |
|             | APRA        | Lista - Partido Aprista Peruano (APRA) |            | Benjamín Castilla de la Flor      | Aprismo                                                 | 24.01%           | 11               |      |
|             | IU          | Lista - Izquierda Unida (IU) – Unión de Izquierda Revolucionaria (UNIR) – Partido Unificado Mariateguista (PUM) – Partido Socialista Revolucionario (PSR) – Partido Comunista Revolucionario (PCR) – Partido Comunista Peruano (PCP) – Frente Obrero Campesino Estudiantil y Popular (FOCEP) |            | Gilberto Díaz Palacios            | Marxismo-leninismo Mariateguismo Socialismo democrático | 20.04%           | 4                |      |
|             | PPC         | Lista - Partido Popular Cristiano (PPC) |            | Ernesto Ladrón de Guevara Sosa    | Conservadurismo social Humanismo Democracia cristiana   | 6.69%            | 0                |      |
|             | FNTC        | Lista - Frente Nacional de Trabajadores y Campesinos (FNTC) |            | Luis Cáceres Velásquez            | Nacionalismo de izquierda Tahuantinsuyismo              | Nuevo            | Nuevo            |      |
|             | PADIN       | Lista - Partido de Integración Nacional (PADIN) |            | Pablo Masías Núñez del Prado      | Centrismo Socioliberalismo                              | Nuevo            | Nuevo            |      |
|             | PST         | Lista - Partido Socialista de los Trabajadores (PST) |            | José Antonio Alvear               | Trotskismo Obrerismo Sindicalismo                       | Nuevo            | Nuevo            |      |
|             | IND         | Lista - Lista Independiente N° 3 Frente Independiente de Trabajadores de Arequipa |            | Juan Ollantay Pachacútec          | Localismo arequipeño                                    | Nuevo            | Nuevo            |      |
|             | IND         | Lista - Lista Independiente N° 5 Participación Popular de Independientes de Arequipa |            | Gabino Martínez Itusaca           | Localismo arequipeño                                    | Nuevo            | Nuevo            |      |
|             | IND         | Lista - Lista Independiente N° 7 Movimiento de Interés Popular |            | José Villalobos Ampuero           | Localismo arequipeño                                    | Nuevo            | Nuevo            |      |
|             | IND         | Lista - Lista Independiente N° 9 Línea Humanista |            | Alberto Cano Alarcón              | Localismo arequipeño                                    | Nuevo            | Nuevo            |      |
|             | IND         | Lista - Lista Independiente N° 11 Frente Progresista de Arequipa |            | Eduarda Oviedo Zambrano de Mujica | Localismo arequipeño                                    | Nuevo            | Nuevo            |      |

## Resultados

### Sumario general
|                        |                                                                              |              |              |              |           |           |
| Partidos y coaliciones | Partidos y coaliciones                                                       | Voto popular | Voto popular | Voto popular | Regidores | Regidores |
| Partidos y coaliciones | Partidos y coaliciones                                                       | Votos        | %            | ±pp          | Total     | +/−       |
|                        | Frente Nacional de Trabajadores y Campesinos (FNTC)                          | 76,969       | 33.55        | Nuevo        | 11        | +11       |
|                        | Partido Aprista Peruano (APRA)                                               | 69,752       | 30.40        | +6.39        | 5         | –6        |
|                        | Izquierda Unida (IU)                                                         | 52,009       | 22.67        | +2.63        | 3         | +1        |
|                        | Partido Popular Cristiano (PPC)                                              | 12,562       | 5.48         | –1.21        | 0         | ±0        |
|                        | Lista Independiente N° 7 Movimiento de Interés Popular                       | 10,803       | 4.71         | n/a          | 0         | ±0        |
|                        | Lista Independiente N° 11 Frente Progresista de Arequipa                     | 5,251        | 2.29         | n/a          | 0         | ±0        |
|                        | Partido Socialista de los Trabajadores (PST)                                 | 525          | 0.23         | Nuevo        | 0         | ±0        |
|                        | Partido de Integración Nacional (PADIN)                                      | 492          | 0.21         | Nuevo        | 0         | ±0        |
|                        | Lista Independiente N° 5 Participación Popular de Independientes de Arequipa | 398          | 0.17         | n/a          | 0         | ±0        |
|                        | Lista Independiente N° 3 Frente Independiente de Trabajadores de Arequipa    | 360          | 0.16         | n/a          | 0         | ±0        |
|                        | Lista Independiente N° 9 Línea Humanista                                     | 313          | 0.14         | n/a          | 0         | ±0        |
|                        |                                                                              |              |              |              |           |           |
| Total                  | Total                                                                        | 229,434      |              |              | 19        | ±0        |
|                        |                                                                              |              |              |              |           |           |
| Votos válidos          | Votos válidos                                                                | 229,434      | 88.47        | +5.26        |           |           |
| Votos en blanco        | Votos en blanco                                                              | 6,289        | 2.42         | –1.73        |           |           |
| Votos nulos            | Votos nulos                                                                  | 23,620       | 9.11         | –3.53        |           |           |
| Votos emitidos         | Votos emitidos                                                               | 259,343      | 85.32        | +13.69       |           |           |
| Abstenciones           | Abstenciones                                                                 | 44,611       | 14.68        | –13.69       |           |           |
| Votantes registrados   | Votantes registrados                                                         | 303,954      |              |              |           |           |
|                        |                                                                              |              |              |              |           |           |
| Fuente:                |                                                                              |              |              |              |           |           |

## Elecciones municipales distritales

### Resultados por distrito
La siguiente tabla enumera el control de los distritos de la provincia de Arequipa. El cambio de mando de una organización política se resalta del color de ese partido.
| Distrito               | Alcalde(sa) titular          | Partido político | Partido político          | Alcalde(sa) electo(a)        | Partido político | Partido político                |
| ---------------------- | ---------------------------- | ---------------- | ------------------------- | ---------------------------- | ---------------- | ------------------------------- |
| Cayma                  | Miguel Cuadros Huallpa       |                  | Acción Popular            | Apolinario Fierro Flores     |                  | Partido Aprista Peruano         |
| Cerro Colorado         | José Zevallos León           |                  | Izquierda Unida           | Leonidas Gutiérrez López     |                  | Frente Nacional de Trabajadores |
| Characato              | Silverio López Salas         |                  | Lista Independiente N° 3  | Moisés López Portilla        |                  | Partido Aprista Peruano         |
| Chiguata               | Isaac Chávez Rodríguez       |                  | Partido Popular Cristiano | Climaco Benavente Veliz      |                  | Partido Aprista Peruano         |
| La Joya                | Julio Salas Paredes          |                  | Lista Independiente N° 3  | Matías Obando Manrique       |                  | Partido Aprista Peruano         |
| Mariano Melgar         | Adolfo Prado Cárdenas        |                  | Izquierda Unida           | Julio Velásquez Calienes     |                  | Partido Aprista Peruano         |
| Miraflores             | Yleano Acosta Torres         |                  | Partido Aprista Peruano   | Hipólito Valderrama Chávez   |                  | Partido Aprista Peruano         |
| Mollebaya              | Miguel Ruiz Caro Cano        |                  | Acción Popular            | Modesto Nina Toledo          |                  | Partido Aprista Peruano         |
| Paucarpata             | Carlos Roldan Jaén           |                  | Izquierda Unida           | Sebastián Fernández Ramírez  |                  | Partido Aprista Peruano         |
| Pocsi                  | Víctor Cornejo Coaguila      |                  | Acción Popular            | Julio Vilca Herrera          |                  | Frente Nacional de Trabajadores |
| Polobaya               | Florencio Ticona Toalino     |                  | Acción Popular            | Manuel Dueñas Aquise         |                  | Izquierda Unida                 |
| Quequeña               | Gilberto Marroquín Pantigoso |                  | Acción Popular            | Gilberto Marroquín Pantigoso |                  | Partido Aprista Peruano         |
| Sabandía               | Leonidas Gallegos Pinto      |                  | Acción Popular            | Gilberto del Carpio Tenorio  |                  | Partido Aprista Peruano         |
| Sachaca                | Alejandro Carpio Valencia    |                  | Lista Independiente N° 3  | Alejandro Carpio Valencia    |                  | Frente Nacional de Trabajadores |
| San Juan de Siguas     | Marcos Cuadros Valdivia      |                  | Partido Aprista Peruano   | Marcos Cuadros Valdivia      |                  | Partido Aprista Peruano         |
| San Juan de Tarucani   | Juan Zapana Choque           |                  | Izquierda Unida           | Juan Zapana Choque           |                  | Izquierda Unida                 |
| Santa Isabel de Siguas | Obdulio Pacheco Acobo        |                  | Partido Popular Cristiano | Manuel Díaz Oviedo           |                  | Frente Nacional de Trabajadores |
| Santa Rita de Siguas   | Rolando Carrasco Quintanilla |                  | Lista Independiente N° 5  | Enrique Lozada Casapía       |                  | Lista Independiente N° 9        |
| Socabaya               | Andrés Rodríguez Meza        |                  | Izquierda Unida           | Isidro García Vargas         |                  | Partido Aprista Peruano         |
| Tiabaya                | Dionicio Bejarano Velarde    |                  | Acción Popular            | Florencio Félix Velarde      |                  | Frente Nacional de Trabajadores |
| Uchumayo               | Evaristo Calderón Núñez      |                  | Acción Popular            | Agripino Fuentes García      |                  | Frente Nacional de Trabajadores |
| Vítor                  | Gilberto Begazo Orihuela     |                  | Lista Independiente N° 3  | Carlos Paz Gonzales          |                  | Partido Aprista Peruano         |
| Yanahuara              | Ángel Mares Velásquez        |                  | Partido Aprista Peruano   | Ángel Mares Velásquez        |                  | Partido Aprista Peruano         |
| Yarabamba              | Luis Linares Huaco           |                  | Izquierda Unida           | Luis Linares Huaco           |                  | Izquierda Unida                 |
| Yura                   | Duilio Fuentes Fuentes       |                  | Acción Popular            | Orlando Fuentes Fuentes      |                  | Partido Aprista Peruano         |